# Badminton ai Giochi della XXIX Olimpiade

## Calendario
| Uomini |  |  |  |  |  |  |        | Doppio  | Singolo | 2 |
| Donne  |  |  |  |  |  |  | Doppio | Singolo |         | 2 |
| Misto  |  |  |  |  |  |  |        |         | Doppio  | 1 |
| Totale |  |  |  |  |  |  | 1      | 2       | 2       | 5 |

|  | Qualificazioni |  | FINALI |

## Podi

### Uomini
| Evento                      | Oro                                   | Argento                 | Bronzo                                 |
| Singolo maschile (dettagli) | Lin Dan                               | Lee Chong Wei           | Chen Jin                               |
| Doppio maschile (dettagli)  | Indonesia Markis Kido Hendra Setiawan | Cina Cai Yun Fu Haifeng | Corea del Sud Lee Jae-jin Hwang Ji-man |

### Donne
| Evento                       | Oro                  | Argento                                  | Bronzo                    |
| Singolo femminile (dettagli) | Zhang Ning           | Xie Xingfang                             | Maria Kristin Yulianti    |
| Doppio femminile (dettagli)  | Cina Du Jing Yu Yang | Corea del Sud Lee Kyung-won Lee Hyo-jung | Cina Zhang Yawen Wei Yili |

### Misto
| Evento                  | Oro                                     | Argento                                | Bronzo                 |
| Doppio misto (dettagli) | Corea del Sud Lee Yong-dae Lee Hyo-jung | Indonesia Nova Widianto Lilyana Natsir | Cina He Hanbin Yu Yang |

## Medagliere
| Posizione | Paese         |   |   |   | Totale |
| --------- | ------------- | - | - | - | ------ |
| 1         | Cina          | 3 | 2 | 3 | 8      |
| 2         | Indonesia     | 1 | 1 | 1 | 3      |
| 2         | Corea del Sud | 1 | 1 | 1 | 3      |
| 4         | Malaysia      | 0 | 1 | 0 | 1      |
| Totale    | Totale        | 5 | 5 | 5 | 15     |